# Camérolait
Camérolait ist ein selten vorkommendes Mineral aus der Mineralklasse der „Sulfate (Selenate, Tellurate, Chromate, Molybdate und Wolframate)“ mit der chemischen Zusammensetzung Cu6Al3[(OH)18|Sb(OH)6|SO4]·2H2O und damit chemisch gesehen ein wasserhaltiges Kupfer-Aluminium-Sulfat mit zusätzlichen Antimon- und Hydroxidionen.
Camérolait kristallisiert im triklinen Kristallsystem und findet sich meist in Form büscheliger oder radialstrahliger Mineral-Aggregate aus faserigen bis nadeligen Kristallen bis etwa zwei Millimeter Größe. Die hellblauen bis blaugrünen Kristalle sind durchsichtig, allerdings wirkt das Mineral aufgrund seines überwiegenden Vorkommens in Aggregatform eher durchscheinend bis undurchsichtig. Die Oberflächen der Mineral-Aggregate weisen einen seidenähnlichen Glanz auf.

## Etymologie und Geschichte
Erstmals entdeckt wurde Camérolait von Michel Camérola in einer ehemaligen Kupfer- und Blei-Grube (heute Museum) am Cap Garonne in der Gemeinde Le Pradet (Region Provence-Alpes-Côte d’Azur) an der französischen Mittelmeerküste. Die Erstbeschreibung erfolgte 1991 durch Halil Sarp und Pierre Perroud (* 1943), die das Mineral nach dessen Entdecker benannten.
In der Erstbeschreibung von Sarp und Perroud sowie in älteren Publikationen ist der Mineralname teilweise in der Schreibweise Camerolait (ohne Akut über dem e), was allerdings nicht den Vorgaben zur Mineralbenennung der IMA entspricht, nach der beispielsweise bei Mineralen, die nach einer Person benannt wurden, darauf geachtet werden muss, dass die Schreibweise des Namens übernommen wird (Ausnahmen sind lediglich Leerzeichen und Großbuchstaben, die beim Mineralnamen beseitigt werden). Die bei vielen Mineralen uneinheitliche Schreibweise ihrer Namen wurde erstmals mit der 2008 erfolgten Publikation „Tidying up Mineral Names: an IMA-CNMNC Scheme for Suffixes, Hyphens and Diacritical marks“ bereinigt und für weitere Minerale in späteren Jahren nachgeholt. Unter anderem für den Camérolait erfolgte die Korrektur der Schreibweise 2015 im Newsletter 28 unter der IMA-Nr. 15-E und wird seitdem international in der Schreibweise mit dem zugehörigen Akut geführt.
Das Typmaterial des Minerals wird im Muséum d’histoire naturelle de la Ville de Genève in Genf (Schweiz) unter der Katalog-Nr. 435/84 aufbewahrt.

## Klassifikation
In der veralteten, aber teilweise noch gebräuchlichen 8. Auflage der Mineralsystematik nach Strunz ist Camérolait noch nicht verzeichnet. Lediglich im zuletzt 2018 aktualisierten „Lapis-Mineralienverzeichnis“, das sich aus Rücksicht auf private Sammler und institutionelle Sammlungen noch an dieser Form der System-Nummerierung orientiert, erhielt das Mineral die System- und Mineral-Nr. IV/D.8-35.
Die seit 2001 gültige und von der International Mineralogical Association (IMA) verwendete 9. Auflage der Strunz’schen Mineralsystematik ordnet den Camérolait in die Klasse der „Sulfate (Selenate, Tellurate, Chromate, Molybdate und Wolframate)“ und dort in die Abteilung der „Sulfate (Selenate usw.) mit zusätzlichen Anionen, mit H2O“ ein. Diese ist allerdings weiter unterteilt nach der relativen Größe der beteiligten Kationen und der Kristallstruktur, so dass das Mineral entsprechend seiner Zusammensetzung und dem bisher nicht bestimmten inneren Aufbau in der Unterabteilung „Mit ausschließlich mittelgroßen Kationen; unklassifiziert“ zu finden ist, wo es als einziges Mitglied die unbenannte Gruppe 7.DE.75 bildet.
Die vorwiegend im englischen Sprachraum gebräuchliche Systematik der Minerale nach Dana ordnet den Camérolait dagegen in die Klasse der „Phosphate, Arsenate und Vanadate“ und dort in die Abteilung der „Antimonate“ ein. Hier ist er als einziges Mitglied in der unbenannten Gruppe 44.03.11 innerhalb der Unterabteilung „Antimonate mit verschiedenen Formeln“ zu finden.

## Kristallstruktur
Camérolait kristallisiert triklin in der Raumgruppe P1 (Raumgruppen-Nr. 1) mit den Gitterparametern a = 6,3310(13) Å; b = 2,9130(6) Å; c = 10,727(2) Å; α = 93,77(3)°; β = 96,34(3)° und γ = 79,03(3)° sowie 1/3 Formeleinheiten pro Elementarzelle.

## Bildung und Fundorte
Camérolait bildet sich sekundär in der Oxidationszone polymetallischer Lagerstätten. Als seltene Mineralbildung konnte Camérolait nur an wenigen Fundorten nachgewiesen werden, wobei bisher 14 Fundorte (Stand 2019) dokumentiert sind, die alle innerhalb von Europa liegen.
An seiner Typlokalität am Cap Garonne in der zur Region Provence-Alpes-Côte d’Azur gehörenden Gemeinde Le Pradet fand sich das Mineral vergesellschaftet mit Cyanotrichit, Malachit, Parnauit und Quarz in triassischem Sandstein und Konglomeraten. Daneben trat Camérolait in Frankreich noch in der Kalkstein- und Dolomit-Grube Tistoulet bei Padern und in der Umgebung der Gemeinde Ceilhes-et-Rocozels in der Region Okzitanien auf.
In Deutschland trat das Mineral bisher nur in Baden-Württemberg in der Grube Maria Theresia bei Grunern/Kropbach und in der Grube Clara bei Oberwolfach im Bezirk Freiburg sowie im Bergbaurevier Neubulach und der Grube Dorothea bei Freudenstadt im Bezirk Karlsruhe auf.
In Österreich konnte Camérolait auf den alten Bergbauhalden am Mallestiger Mittagskogel nahe Finkenstein am Faaker See in Kärnten und in einem ehemaligen Versuchsbergbau am Dürrkogel nahe Veitsch im Mürztal in der Steiermark entdeckt werden.
Der bisher einzige bekannte Fundort in der Schweiz ist Saint-Luc im Val d’Anniviers des Kantons Wallis, wo das Mineral zusammen mit Azurit, Brochantit, Chalkophyllit und Mimetesit in den ehemaligen Erzgruben Mine de Gosan und Mine des Moulins gefunden wurde.
Weitere Fundorte liegen in Italien, Portugal, der Slowakei und Spanien.